# Referencyjna stopa procentowa
Referencyjna stopa procentowa – stopa procentowa służąca za podstawę do obliczania wszelkich stosowanych odsetek i pochodząca z publicznie dostępnego źródła, które może być zweryfikowane przez obydwie strony umowy.
Stanowi podstawę (ang. underlying) m.in. kontraktu FRA, IRS, czy cap/floor. Przykładowo funkcję stawki referencyjnej można powierzyć rynkowej stopie WIBOR 3M, albo CHF LIBOR 1M itd. Jego rolę można porównać do roli kursu bazowego w transakcji fx opcji, czy fx swap.